# Macalpinomyces ovariicolopsis
Macalpinomyces ovariicolopsis är en svampart som först beskrevs av Vánky, och fick sitt nu gällande namn av Vánky 2002. Macalpinomyces ovariicolopsis ingår i släktet Macalpinomyces och familjen Ustilaginaceae.   Inga underarter finns listade i Catalogue of Life.